# Люшин, Сергей Николаевич
Серге́й Никола́евич Лю́шин (1903—1978) — советский инженер и авиаконструктор, лауреат Сталинской премии за вклад в развитие авиационной техники.

## Биография
Во время учёбы в гимназии увлёкся авиацией. В МВТУ в студенческие годы занимался в кружке планеристов. В 1922 году помогал Арцеулову конструировать его планер А-5. На I Всесоюзных планерных испытаниях на плато Узун-Сырт в Крыму, состоявшихся в октябре 1923 года, за оригинальную конструкцию своего планера «Маоири» получил приз.
Учился в МВТУ имени Н. Э. Баумана, но в 1926 году отчислен «за неспособность к конструкторской деятельности» (на самом деле за дворянское происхождение). Совместно с С. П. Королёвым делал рекордный планер «Коктебель» (1929), который участвует в VI Всесоюзных планерных состязаниях.
Несмотря на больную руку (атрофия дельтовидной мышцы плеча), научился пилотировать планеры и самолёты.
В 1928—1932 работал в КБ Ришара и Лавиля. В 1935—1936 годах вместе с С. А. Лавочкиным проектировал истребитель «ЛЛ» под динамореактивные пушки Л. В. Курчевского на артиллерийском заводе № 38. Потом работал в КБ Пороховщикова. В 1940—1967 работал в КБ Микояна, вместе с Гуревичем конструировал МиГи.
В 1973 году на вершине горы Клементьева был установлен памятник пионерам планерного спорта. В открытии приняли участие организатор планерного спорта К. К. Арцеулов, авиаконструктор, Герой Социалистического Труда М. К. Тихонравов, лауреаты Государственной премии СССР С. Н. Люшин и И. П. Толстых, начальник экспериментального конструкторского бюро С. Исаев, авиаконструктор В. К. Грибовский, летчики-испытатели, Герои Советского Союза С. Н. Анохин, М. А. Нюхтиков, И. М. Сухомлин.
Похоронен в колумбарии Ваганьковского кладбища.

## Избранные публикации
- Люшин С. Н. На заре планеризма // Техника — молодежи. — 1980. — № 8. — С. 36. — ISSN: 0320-331X

## Награды и премии
- Сталинская премия второй степени (1949) — за создание нового самолётного агрегата (на самолёт МиГ-15)[3].